# Antonio Bellucci
Antonio Bellucci (19 de febrero de 1654-29 de agosto de 1726) fue un soldado italiano que se convirtió en pintor del período rococó y fue conocido por su trabajo en Inglaterra, Alemania y Austria. Fue uno de los muchos artistas formados en Venecia de su tiempo, incluidos Ricci, Tiepolo, Amigoni y otros, que buscaron encargos en el norte de Italia, proporcionando a los patrocinadores los frescos grandiosos de estilo italiano para palacios privados.

## Biografía
Nació y murió en Pieve di Soligo. Inicialmente se formó con Domenico Difnico en Sebenico (Šibenik) en la Dalmacia veneciana (ahora parte de Croacia). En 1675, estaba trabajando en Venecia, pintando a San Lorenzo Justiniano orando por la liberación de la ciudad de la plaga de 1447 (c. 1691) para la iglesia de San Pietro di Castello. Pintó una Natividad para la iglesia de la Ascensión en Venecia. Varios de los paisajes de Antonio Tempesta se enriquecen con figuras de Bellucci.

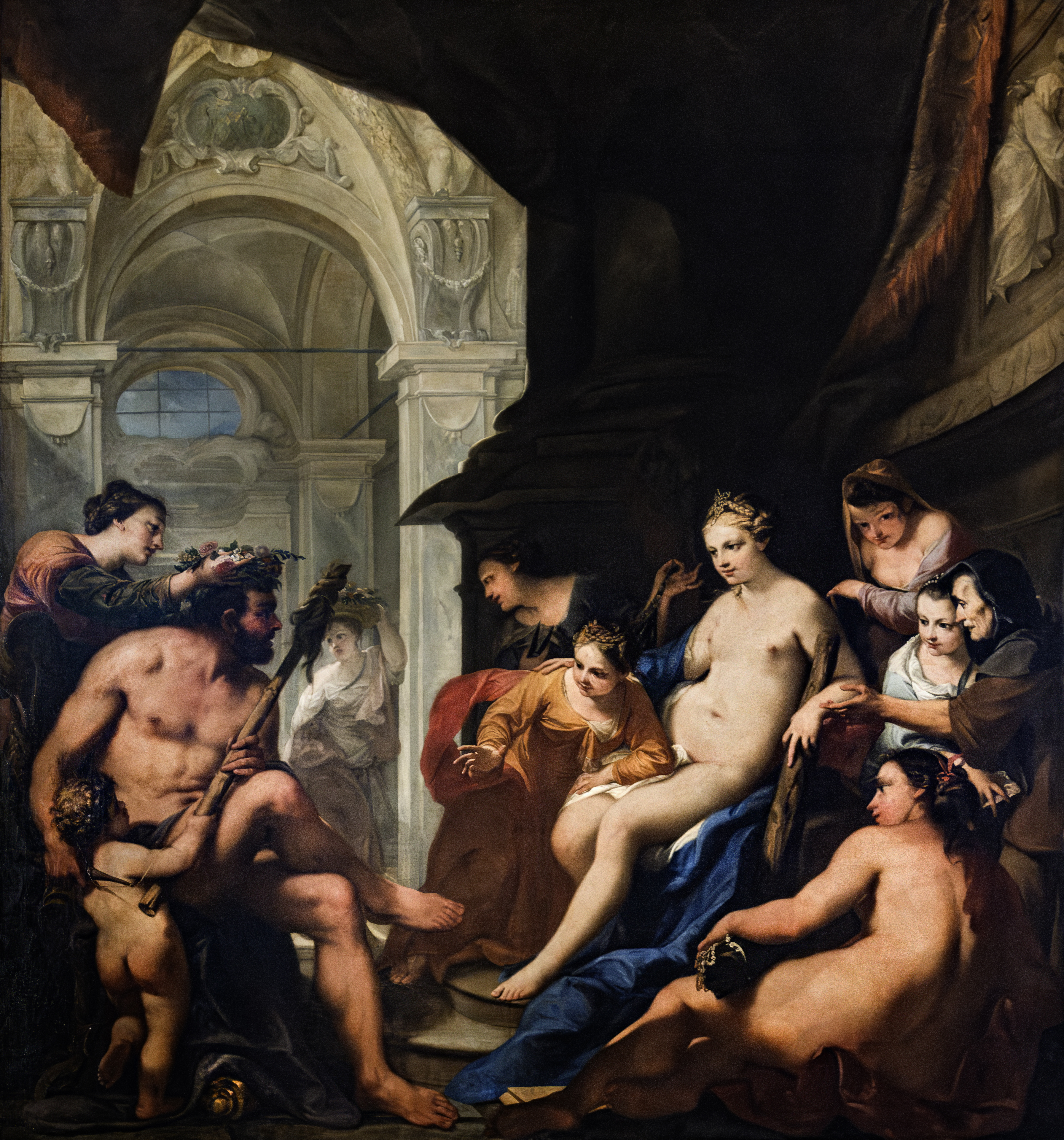
Ercole e Onfale (Hércules y Omphale) Sala Lazzarini Ca' Rezzonico, Venecia.

Entre sus alumnos estaban Antonio Balestra y quizás Jacopo Amigoni.
En 1692, completó cuatro retablos que representan a varios santos para la iglesia de Klosterneuburg. De 1695 a 1700 y de 1702 a c. 1704, vivió en Viena. Pintó el Triunfo de Hércules y otros techos alegóricos en el Palais Liechtenstein para Carlos VI.

## Carrera profesional
De 1705 a 1716 viajó a Düsseldorf para trabajar para Johann Wilhelm, Elector del Palatinado, miembro de la familia Wittelsbach; trabajó allí casi continuamente hasta la muerte de su patrón en 1716. Para Schloss Bensberg, pintó el matrimonio de John William con Anna Maria Luisa de' Medici y el elector palatino John William entregando el bastón de mando a su hijo.
De 1716 a 1722, Bellucci trabajó en Inglaterra, donde realizó varios encargos para James Brydges, primer duque de Chandos, incluidos los techos en Cannons, la residencia de campo del duque cerca de Londres; en la vecina St Lawrence, Whitchurch, se le atribuyen las pinturas de la Natividad y el Descendimiento de la cruz, que se ven a ambos lados del altar, y la Transfiguración, que está sobre el banco del duque. Hay un autorretrato casi romántico de Belluci, con la camisa abierta, en el Museo Ashmolean de Oxford. La reproducción aquí no muestra legiblemente que en su pecho está escrita la palabra 'pictor' (pintor), quizás indicando que ser artista era el deseo de su corazón. Regresó a su país natal tarde en la vida y murió en Soligo.

## Galería

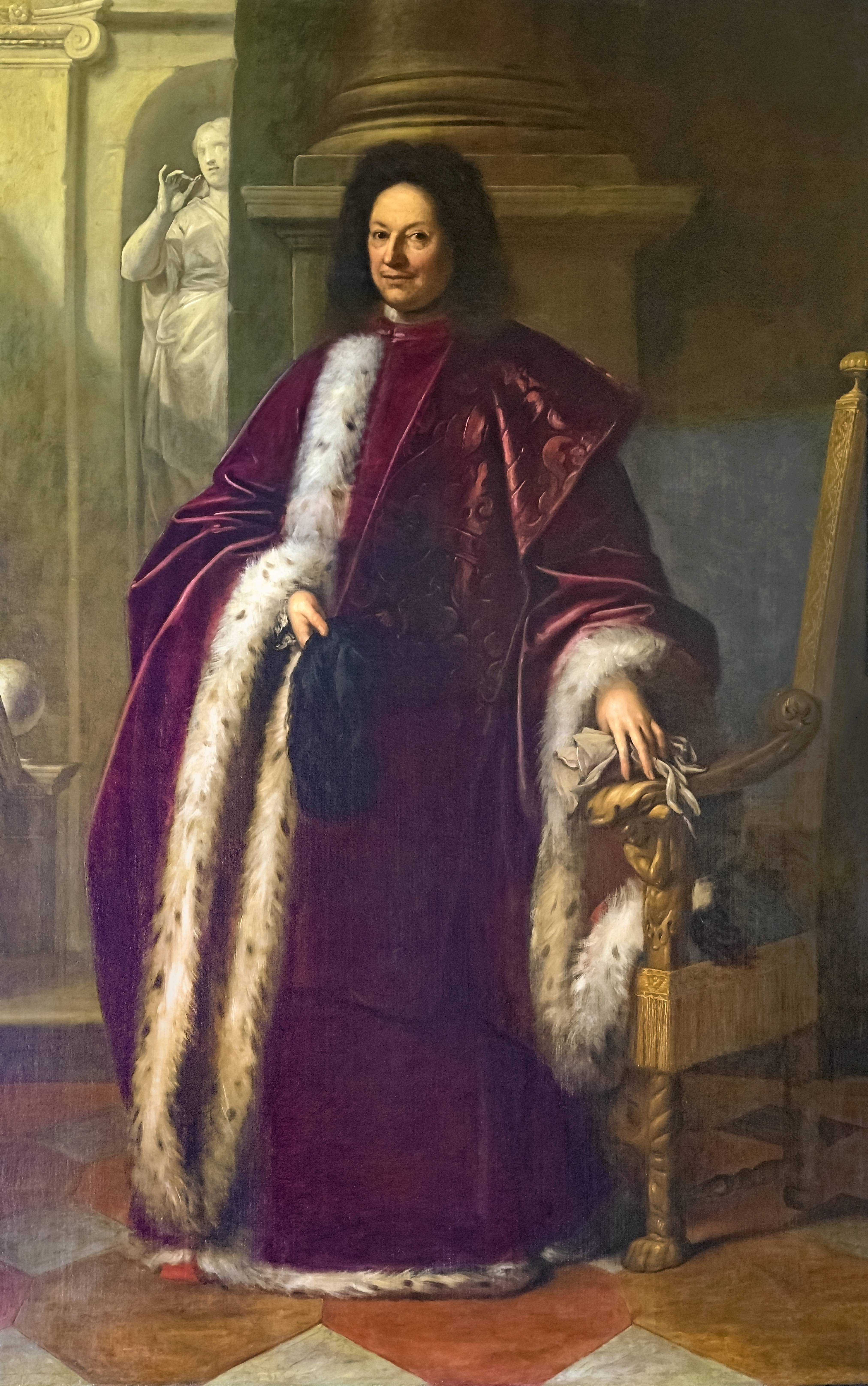
Retrato del Procurador, Ca' Rezzonico, Venecia.
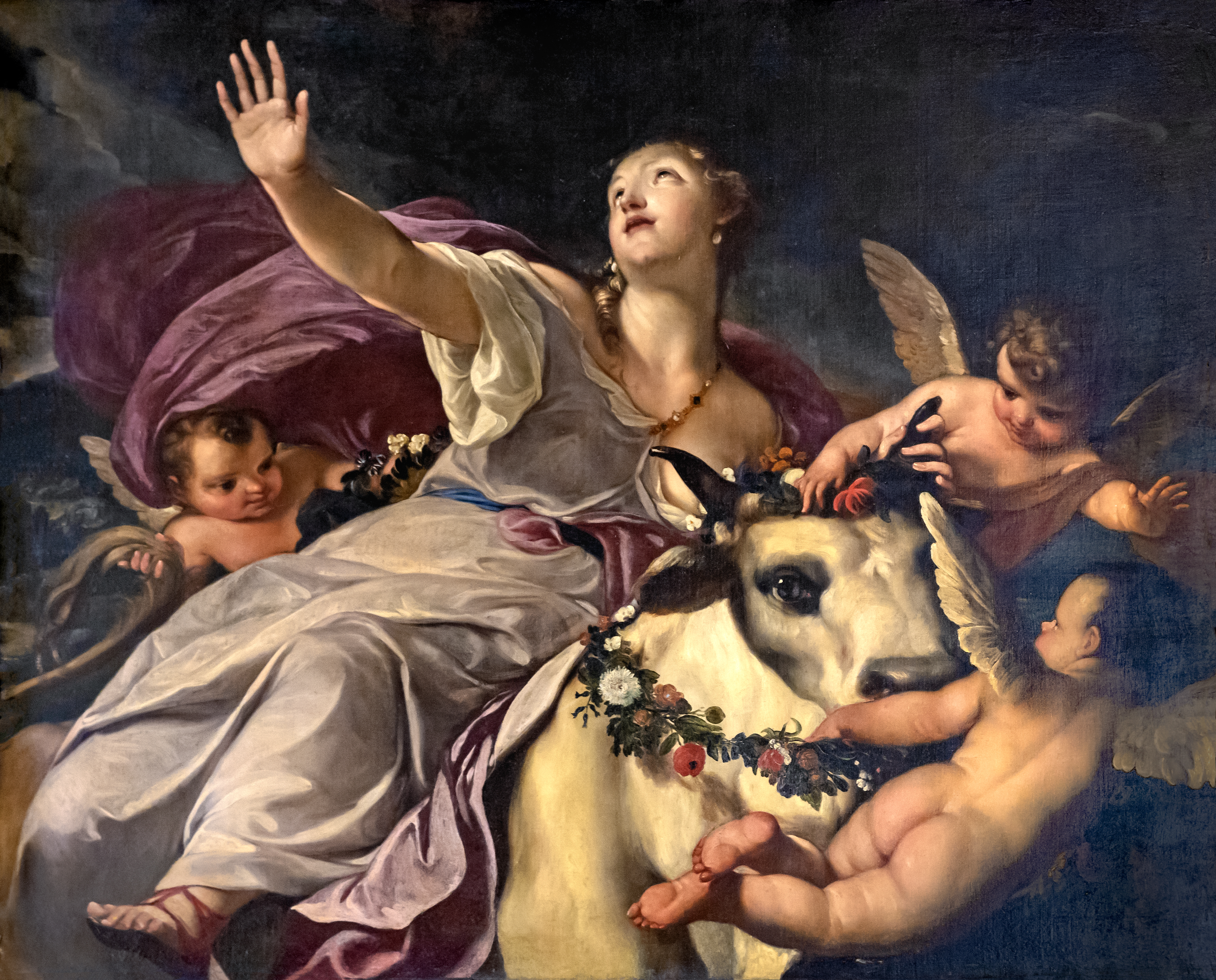
El rapto de Europa, Ca' Rezzonico, Venecia.
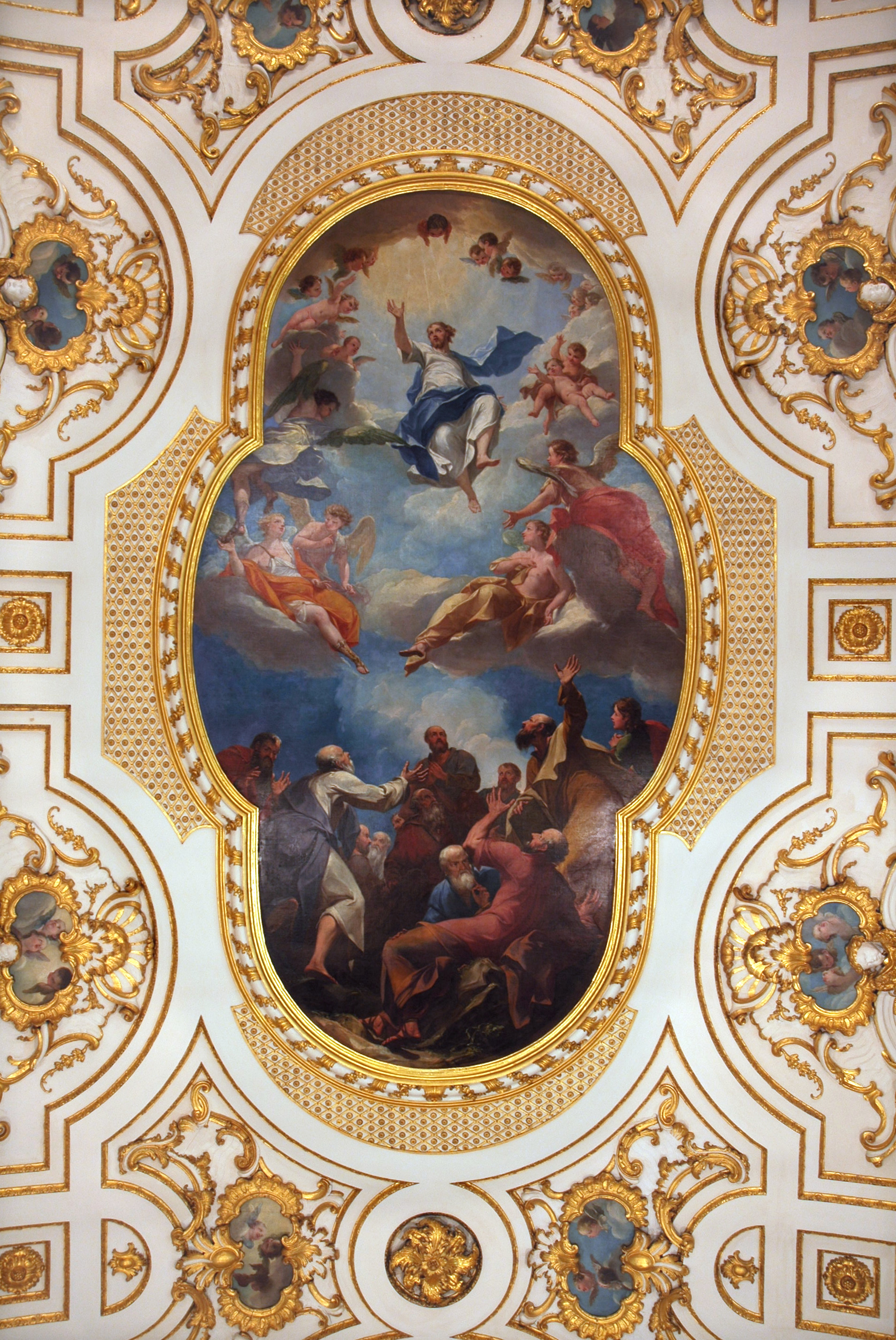
Ascensión de Jesucristo, Gran Iglesia Witley, Worcestershire